# Konstytucja Finlandii
Konstytucja Finlandii (fiń. Suomen perustuslaki, szw. Finlands grundlag) – ustawa zasadnicza Finlandii uchwalona 11 czerwca 1999; weszła w życie 1 marca 2000 uchylając konstytucję z 17 lipca 1919.

## Struktura
Wersja obowiązująca zawiera 131 paragrafów zgrupowanych w trzynastu rozdziałach.
- Rozdział I Podstawy ustroju państwa (§ 1–5);
- Rozdział II  Podstawowe prawa i wolności  (§ 6–23);
- Rozdział III Parlament i deputowani  (§ 24–32);
- Rozdział IV Funkcjonowanie parlamentu  (§ 33–53);
- Rozdział V Prezydent Republiki i Rada Państwa  (§ 54–69);
- Rozdział VI Ustawodawstwo  (§ 70–80);
- Rozdział VII Finanse publiczne  (§ 81–92);
- Rozdział VIII Stosunki międzynarodowe  (§ 93–97);
- Rozdział IX Wymiar sprawiedliwości  (§ 98–105);
- Rozdział X Kontrola praworządności (§ 106–118);
- Rozdział XI Administracja i samorząd (§ 119–126);
- Rozdział XII Obrona narodowa  (§ 127–129);
- Rozdział XIII Postanowienia końcowe  (§ 130–131).

## Treść
Rozdział I stanowi, że „Finlandia jest suwerenną republiką”. Określa, że suwerenem jest naród, reprezentowany przez parlament. Wyznacza też trójpodział władzy oraz reguluje nabywanie i utratę obywatelstwa.
Rozdział II, poświęcony podstawowym prawom i wolnościom obywatelskim, reguluje m.in. czynne prawo do uczestnictwa w wyborach i referendach, wyznacza język fiński oraz szwedzki jako języki urzędowe Finlandii oraz nakłada na wszystkich odpowiedzialność za środowisko naturalne.
Rozdział III ustanawia jednoizbowy parlament, Eduskuntę, reguluje tryb przeprowadzania wyborów parlamentarnych oraz zakres immunitetu deputowanych. Następny rozdział został poświęcony trybowi pracy Eduskunty (jest to tryb sesyjny), a w rozdziale VI znajdują się przepisy dotyczące procesu legislacyjnego.
Rozdział V określa tryb wyboru, kadencyjność i prerogatywy prezydenta oraz skład, tryb wyboru oraz funkcjonowanie rządu.
Wymiar sprawiedliwości jest opisany w rozdziale IX. Ustanawia sądownictwo powszechne oraz administracyjne. Znalazły się tam także przepisy o prokuratorach. Rozdział X reguluje m.in. organy kontroli prawa.
W rozdziale XI znalazły się przepisy dotyczące ustroju administracji publicznej.
Przedostatni rozdział nakłada na każdego obywatela fińskiego obowiązek udziału w obronie kraju, wyznacza Głównodowodzącego Sił Zbrojnych i reguluje tryb mobilizacji sił zbrojnych.